# Радушинська Оксана Петрівна
Оксана Петрівна Радушинська (27 вересня 1979, Старокостянтинів) — українська журналістка, поетеса, письменниця, теле- та радіоведуча, режисер.
Почесна громадянка міста Старокостянтинова (2009).
Голова ГО Творча сотня «Рух до перемоги»

## Біографічні відомості
Навчалася у старокостянтинівських ЗОШ №3 і №8. За освітою – журналіст. Пройшла курс навчання в «Укртелерадіоінституті» за спеціальністю «Основи журналістики» (2001), закінчила Хмельницький Інститут соціальних технологій за спеціальністю «Видавнича справа і редагування» (2007 р), за спеціальністю «Журналістика» (2008 р) та Відкритий міжнародний університет розвитку людини "Україна", здобувши кваліфікацію магістра з журналістики (2016 р).
Працювала кореспонденткою у старокостянтинівському місцевому тижневику «Новини Поділля», у газеті Хмельницької міської ради "Проскурів" та прес-секретарем Представництва Київського інституту розвитку інтелекту дитини у Хмельницькій області.
З червня 2004 року по 2020 рік працювала редактором-ведучою радіопрограм ДП «Старокостянтинівська районна телерадіокомпанія», відповідальний редактор КП "Старокостянтинівське районне радіомовлення"; з 2021 року - диктор КП "Старокостянтинівське міське радіомовлення" і журналістка RadioSTonline. З 2020 року по 2023 рік - редактор інтернет-порталу "Унас.news".   
Є автором та співавтором сценаріїв низки культурно-мистецьких, шоу заходів та програм. Автор загального молодіжного конкурсу краси, таланту та інтелекту «Панна Весна». Співорганізатор Всеукраїнського фестивалю "Імпреза по-самчиківськи у Зелену неділю".
26 вересня 2013 у Київському Будинку офіцерів відбувся творчий вечір Оксани Радушинської
У листопаді 2017 року в Києві у Центральному Будинку офіцерів ЗСУ відбувся благодійний концерт артистів-волонтерів ГО "Творча сотня "Рух до перемоги" "Ми переможемо", приурочений до Міжнародного дня волонтера і Дня Збройних Сил України, а в листопаді 2023 року - благодійний концерт для курсантів військових ВИШів і родин військовослужбовців до Дня Гідності і Свободи України; у березні 2018 року — концерт-звіт "Ми переможемо" у Хмельницькій обласній філармонії; у 2023 році на базі 42 Гарнізонного будинку офіцерів відбувся концерт-подяка волонтеркам і військовослужбовицям "В Україні немає слабкої статі"; у грудні-січні 2022-2023 та грудні-січні 2023-2024 років відбулася низка благодійних концертів по Україні "Різдво Перемоги"; у серпні 2023 року у сквері ім.Т.Г.Шевченка у місті Хмельницькому спільно з Хмельницькою обласною бібліотекою для дітей відбулася патріотична акція "Наші жовто-блакитні серця - тобі, Україно". Автор, режисер і керівник цих мистецьких проєктів - Оксана Радушинська.
Також упродовж 2015—2019 років волонтери ГО здійснили понад 500 благодійних концертів «З любов'ю — заради миру» у військових частинах, у госпіталях на військових полігонах України, у населених пунктах: м. Олександрівка Донецької обл., м. Курахове Донецької обл., м. Соледар Донецької обл., м. Мар'їнка Донецької обл., м. Маріуполь, Донецької обл., м. Попасна Луганської обл., м. Світлодарськ Луганської обл., с. Здовбиця та м. Здолбунів Рівненської обл., Чорноострівська ОТГ Хмельницької обл., м. Хмельницький та інш; із них понад 200 - на території проведення АТО/ООС. 
Від початку повномаштабної війни росії проти України Оксана Радушинська разом із Творчою сотнею "Рух до перемоги" продовжує волонтерсько-культурологічну і патріотично-мистецьку діяльність.
У 2014 Хмельницька обласна бібліотека для дітей імені Т.Г. Шевченка підготувала і видала друком біобібліографічний покажчик творчості Оксани Радушинської.

## Творчість
Публікувалася в журналах: «Жінка», «Дніпро», «Дзвін», «Соціальне партнерство», в Міжнародному журналі «Склянка Часу / Zeitglas» (Україна—Росія—Німеччина), в газетах: «Проскурів», «Голос громади», «Подільські вісті», «Ровесник», «Літературна громада», «Сільські вісті», «Нова епоха», «Літературна Україна», «Литературная газета», «Луганський край» та ін.
Письменницький доробок Оксани Радушинської містить насамперед дорослу та дитячу поезію та інші книжки для дітей шкільного віку.
Поетичні збірки
- На крилах мрій (1999)
- Світанкові сни (2000)
- Казки яблуневого снігопаду (2001)
- Неспівані пісні про щастя (2002)
- Сповідь дощу (2003)
- Навпіл із долею (2004)
- Стукав сніг… (2005)
- Любов довготерпить (2019)

Також брала участь у більше півсотні колективних збірок. Зокрема вірші Оксани Радушинської увійшли до збірки «Материнська молитва. Українки — героям Майдану»
Книги для дітей (поетичні та прозові)
- Сонячне зайченя (2004)
- Абетка для малят (2005)
- Віршики для малят (2006)
- Абетка дошколярика-пішоходика (2006)
- Українські свята (2007)
- Вірші про звіряток (2013)
- Чини тільки добре (2014 р.),
- Хто як говорить? (2014 р.),
- Улюблені іграшки (2014 р.),
- Хто це? (2014 р.),
- У саду і на городі (2014 р.),
- Веселкові кольори (2014 р.).
- Пів веселки у дарунок (2016 р).
- Павучок без імені (2016 р).

Дитячі книги неодноразово перевидавалися.
Проза
- Блискавки третього покосу (2009)
- Книга казок для дітей молодшого шкільного віку «День полив'яної казки» (2011 р)
- Книга для дітей з елементами правового виховання «Щоденник Славка Хоробрика, або Пригоди хлопчика-міліціонера» (2012 р).
- Зелен-день, або Чарівні русалчині коралі (2013)
- Метелики в крижаних панцирах (2015)
- …Коли сонце було стозрячим. Амулет волхва (2016 р.)
- Про Царицю Громовицю і Кропив'яного Короля (2020 р.)
- Новий щоденник четвертокласника Славка Хоробрика (2023 р.)
- Метелики в крижаних панцирах (перевидання) (2024 р.)

Аудіографія
- «Нареченим 33-го…» (CD-audio, 2008) аудіозапис восьми історично-дослідницьких радіопередач виробництва ДП «Старокостянтинівська районна ТРК» про Голодомор 1932—1933 на Старокостянтинівщині.
- «Намисто українських свят. Народні та сучасні свята: традиції, значення, обрядовість» (CD-audio, 2010 р). компакт-диск для дітей дошкільного та молодшого шкільного віку (пісеньки та віршики), виробництва ДП «Старокостянтинівська районна ТРК» за кошти Гранта Президента України.
- "Метелики в крижаних панцирах" (аудіокнига, конвертована у формат DAISY), у співпраці з Хмельницькою обласною бібліотекою для дітей ім.Т.Г.Шевченка, по програмі Українського культурного фонду, виробництва КП «Старокостянтинівське районне радіомовлення» (2019 р).
- "Про Царицю Громовицю і Кропив'яного Короля" (аудіокнига) виробництва КП «Старокостянтинівське районне радіомовлення» (2020 р.)

Редагування. Укладання
- Збірка легенд про Старокостянтинівський район «Легендами багатий край» — редактор-упорядник (2011 р).
- В 2014 за редакцією Оксани Радушинської вийшла книга етюдів Тетяни Череп-Пероганич «Іриси для коханого».[8]
- Біографічний літопис "Творча сотня "Рух до перемоги": 10 років військово-мистецького волонтерства" (2024 р).

## Громадська діяльність

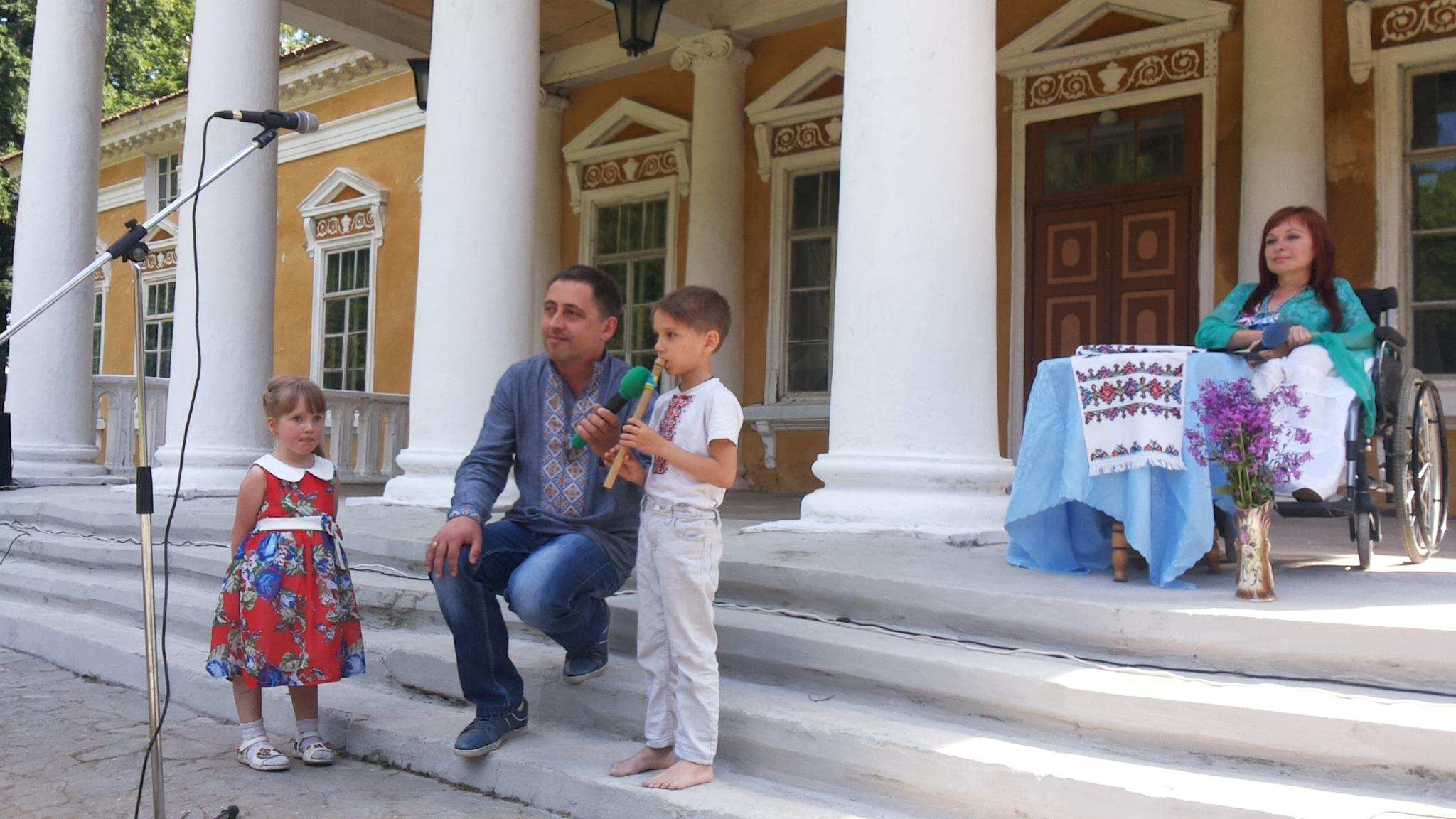
Віктор Шайда та Оксана Радушинська допомагають найменшим учасникам Імпрези по-самчиківськи

Член Хмельницької міської літературної спілки «Поділля» (2003). Член Національної спілки журналістів України (2002), Член Міжнародної Співдружності письменницьких Спілок (з 2004 р.) та Національної спілки письменників України (2006). Член Міжнародної громадської організації «Жінка ІІІ тисячоліття» (з 2010 р.).
З квітня 2014 року до жовтня 2015 року — співорганізатор творчого волонтерського об'єднання «Мистецька подільська сотня», діяльність котрого спрямована на надання моральної та фінансової підтримки окремим підрозділам ЗСУ, Національної Гвардії та добровольчим формуванням, що беруть участь в АТО. У жовтні 2015 року волонтерське об'єднання припинило своє функціонування.
З жовтня 2015 року — голова ГО "Творча сотня «РУХ ДО ПЕРЕМОГИ», котра продовжує напрямок діяльності «Мистецької подільської сотні», акцентуючись на гуманітарно-культурологічній та мистецько-патріотичній складовій діяльності.

## Нагороди
Переможниця різноманітних поетичних конкурсів, зокрема:
- володарка титулу «Українська Мадонна» (2002 р).
- дипломантка міжнародного літературного конкурсу «Гранослов» (2004 р)
- лауреатка конкурсу «Золотий лелека 2008»
- має відзнаку Кабінету Міністрів України за особливі досягнення молоді у розбудові України у номінації «За творчі досягнення» (2007 р).
- Лауреат Всеукраїнської премії «Жінка ІІІ тисячоліття» в номінації «Рейтинг» (2009 р)[9]
- переможниця Міжнародної літературної україно-німецької премії ім. Олеся Гончара (2009 р).
- переможниця 30-го Літературного Конкурсу Світової Федерації Українських Жіночих Організацій ім. Марусі Бек, (Канада) (2009 р).
- лауреатка Хмельницької міської премії ім. Богдана Хмельницького у галузі літературної діяльності, популяризації української мови (2009 р).
- переможниця Міжнародного літературного конкурсу «Православна моя Україна!» з нагоди 1020-річниці Хрещення Київської Русі в номінації «Поезія» (2009 р).
- удостоєна почесного титулу «Українська Мадонна десятиліття» за особливі заслуги перед українським народом (2009 р).[6]
- портрет занесений на обласну Дошку Пошани «Найкращі люди Хмельниччини» (2003) та районну Дошку Пошани «Гордість нашого району» (2008, 2018 рр).
- володарка гранту Президента України для обдарованої молоді на 2010 рік для реалізації проекту «Компакт-диск для дошкільнят „Намисто українських свят“. Народні та сучасні свята: традиції, значення, обрядовість» (2009 р).[6]
- Лауреатка ХХ Міжнародного дитячого, молодіжного фестивалю аудіовізуальних мистецтв «Кришталеві джерела» у номінації «Науково-просвітницькі передачі» (2010 р).
- Лауреатка VII Міжнародного фестивалю телевізійних і радіопрограм «Перемогли разом», присвяченого Дню Перемоги у Великій Вітчизняній війні 1941—1945 років (2011 р).
- Лауреатка І Премії ХІ Всеукраїнського конкурсу романів кіносценаріїв, п'єс та пісенної лірики про кохання «Коронація слова 2011» у номінації «Романи. Для дітей 7-12 років»(2011 р).
- Лауреатка Літературної премії «Благовіст» у номінації «Народознавство» (2012 и).
- Дипломантка Міжнародного конкурсу романів, кіносценаріїв, п'єс та пісенної лірики про кохання «Коронація слова» у номінації «Пісенна лірика для дітей» (2012 р), у номінації «Романи» (2014 р).
- Лауреатка регіональної краєзнавчої премії «Скарби землі Болохівської» (2012 р).
- Лауреатка ІІ обласного конкурсу на найкращу книгу, публікацію, телесюжет, радіопередачу про життя ветеранів війни та праці у номінації «Радіопередача» (2012 р).
- Лауреатка Всеукраїнського конкурсу на найкращий твір для дітей «Корнійчуковська премія» (2013 р).
- Лауреатка літературно-мистецької премії ім. Дмитра Луценка «Осіннє золото»(2013 р)
- Лауреатка Національної премії «Благодійна Україна — 2015» (2016 р).
- Лауреатка Хмельницької обласної літературно-краєзнавчої премії ім. Василя Баженова (2017 р).
- Лауреатка Хмельницької обласної премії ім. Дмитра Прилюка за найкращу публіцистичну роботу в галузі журналістики - за цикл публікацій із зони проведення Антитерористичної операції на Сході країни (2017 р).
- Лауреатка премії ім. Якова Гальчевського "За подвижництво у державотворенні" у номінації "Громадський діяч" (2017 р).
- Дипломантка Волонтерської премії "Євромайдан SOS" (2017, 2018 рр).
- Лауреатка (І місце) Всеукраїнського літературно-мистецького фестивалю імені Василя Скуратівського "До Василя" (2019 р).
- Лауреатка Всеукраїнської премії газети "Літературна Україна" "Літературний парнас" (2021 р).
- Дипломантка ІІІ ступеня Всеукраїнського патріотичного фестивалю-конкурсу "Будемо жити!" (2023 р).
- Лауреатка Всеукраїнського літературного конкурсу імені Леся Мартовича (2023 р).
- Призерка І Всеукраїнського літературного конкурсу імені Ірини Пеленської у номінації «Поезія» (2024).
- Відзначена дворічною державною стипендією для видатних діячів культури і мистецтва України (2024).
- Лауреатка літературно-мистецької премії імені Василя Симоненка (2025).
- Фіналістка Міжнародної літературної премії імені Василя Портяка (2025).
- Лауреатка ІІ ступеня Всеукраїнського літературного конкурсу прозових видань імені Олександри Кравченко (Девіль) (2025).

...
- Нагороджена медаллю Кабінету Міністрів України (2007 р),
- Нагороджена медаллю «Почесний громадянин міста Старокостянтинова» (2009).
- Кавалер ордена княгині Ольги ІІІ ступеня (2011 р).[10]
- Нагороджена відзнакою командира бригади тактичної авіації ім. Петра Франка (2016 р).
- Нагороджена медаллю «За вірність національній ідеї» (2016 р).
- Нагороджена орденом «За розбудову України» (2017 р).
- Нагороджена відзнакою Міністерства оборони України — медаллю «За сприяння Збройним Силам України» (2017 р.).
- Нагороджена відзнакою Президента України "За гуманітарну участь в Антитерористичній операції" (2017 р).
- Нагороджена народною медаллю 28 ОГвМБр "За службу" (2017 р).
- Нагороджена медаллю "За гідність і патріотизм" (2018 р).
- Нагороджена Почесною Грамотою Національної Спілки письменників України (2021 р).
- Нагороджена Подякою Міністерства освіти і науки України, Українського Державного центру позашкільної освіти (2024).
- Нагороджена нагрудним знаком Головнокомандувача ЗСУ "За сприяння війську" (2024).